# ایندیپندنس (اورگن)
ایندیپندنس (به انگلیسی: Independence) شهری در شهرستان پولک ایالت اورگن است و در سرشماری سال ۲۰۱۱ میلادی، ۸٬۵۹۰ نفر جمعیت داشته که نسبت به سال ۲۰۱۰، ۰٫۱۲ درصد رشد جمعیت داشته‌است.

## موقعیت جغرافیایی
موقعیت جغرافیایی شهرها و مناطق اطراف به شرح زیر است: